# جيمس سايمور (سياسي)
جيمس سايمور (بالإنجليزية: James Seymour)‏ هو سياسي أمريكي، ولد في 8 مارس 1939 في روكفورد في الولايات المتحدة. حزبياً، نشط في الحزب الجمهوري. وقد انتخب عضو مجلس ولاية آيوا.